# Delsaux Farm Cemetery
Delsaux Farm Cemetery is een Britse militaire begraafplaats met gesneuvelden uit de Eerste Wereldoorlog, gelegen in het Franse dorp Beugny (Pas-de-Calais). De begraafplaats werd ontworpen door Edwin Lutyens en ligt op ruim 1 km ten zuiden van het dorpscentrum (Église Saint-Géry) aan een kruispunt van de weg naar Haplincourt. Ze heeft een trapeziumvormig grondplan en wordt omgeven door een bakstenen muur. De open toegang ligt in de hoek gevormd door het kruispunt van wegen en vormt een geheel met het plateau waarop het Cross of Sacrifice staat. De Stone of Remembrance staat centraal tegen de oostelijke muur. De graven liggen verdeeld in drie perken.
Er liggen 434 doden waaronder 61 niet geïdentificeerde.
De begraafplaats wordt onderhouden door de Commonwealth War Graves Commission.

## Geschiedenis
Delsaux Farm was een boerderij die op de Duitse verdedigingslinie Beugny-Ytres lag. Op 18 maart 1917 werd deze linie bereikt door de Commonwealth-troepen en de volgende dag overschreden. Op 23 maart 1918 werd Beugny na de dappere verdediging door het 9th Welsh Regiment uit handen gegeven, maar op 2 september 1918 door de 5th Division heroverd en bezet. 
Na hun opmars in maart 1918 maakten de Duitsers op het kruispunt een begraafplaats (Beugny Military Cemetery No.18) en begroeven ze 103 Britse en 82 Duitse doden. De begraafplaats werd in oktober - november 1918 uitgebreid door de 29th en de 46th Casualty Clearing Stations. Later werden de Duitse doden naar andere locaties overgebracht en de Britse werden herbegraven. De commonwealth-slachtoffers die gevonden werden op het slagveld werden hier ook bijgezet.
Onder de geïdentificeerde doden zijn er 423 Britten, 6 Nieuw-Zeelanders, 3 Canadezen en 2 Australiërs. 32 slachtoffers konden niet meer gelokaliseerd worden. Zij worden herdacht met Special Memorials waarop de toegevoegde tekst Buried near this spot geschreven staat.

## Graven

### Onderscheiden militairen
- Joseph Orlando Harris, onderluitenant bij de Royal Naval Volunteer Reserve werd onderscheiden met de Distinguished Service Order (DSO).
- D.C. Bauer, kapitein bij de Royal Air Force werd onderscheiden met het Distinguished Flying Cross (DFC).
- G.B. Lockett, kapitein bij de Cheshire Yeomanry, William Stuart Hartley, kapitein bij het Manchester Regiment, Peter Handcock Broughton-Adderley, kapitein bij de Scots Guards, A. Clarkson, luitenant bij het West Yorkshire Regiment (Prince of Wales's Own), E.W. White, onderluitenant bij de Royal Garrison Artillery en G.A.E. Wallis, onderluitenant bij het Queen's Own (Royal West Kent Regiment) werden onderscheiden met het Military Cross (MC).
- de compagnie sergeant-majoor J. Gutteridge van het Queen's Own (Royal West Kent Regiment) en onderofficier R. Russell van de Royal Naval Volunteer Reserve werden onderscheiden met de Distinguished Conduct Medal (DCM). Compagnie sergeant-majoor Edward Frank Jones van het Royal Berkshire Regiment verwierf daarbij ook nog de Military Medal (DCM, MM) en sergeant M.J. Sterry van het Queen's Own (Royal West Kent Regiment) ontving de Military Medal tweemaal (DCM, MM and Bar).
- A. Woods, soldaat bij het Border Regiment werd onderscheiden met de Meritorious Service Medal (MSM).
- er zijn nog 20 militairen die werden onderscheiden met de Military Medal (MM).

### Alias
- soldaat David Draper diende onder het alias W. Tebbs bij de Royal Field Artillery.